# Survival of the Fattest
Survival of the Fattest is een compilatiealbum van het Amerikaanse punklabel Fat Wreck Chords. Het werd uitgegeven op 12 maart 1996 en is het tweede album uit de Fat Music-serie

## Nummers
1. "California Dreamin'" (cover van The Mamas and the Papas, van "We're Not Shonen Knife") - Hi-Standard - 2:19
2. "Justified Black Eye" (van ¡Leche con Carne!) - No Use for a Name - 2:38
3. "Nick Northern" (van Demmamussabebonk) - Snuff - 3:14
4. "Nation States" (van Less Talk, More Rock) - Propagandhi - 2:21
5. "Sleep" (van Hoss) - Lagwagon - 1:54
6. "Titty Twister" (van Strap on Seven Inch) - Diesel Boy - 1:52
7. "Mother Superior" (van For God and Country) - Good Riddance - 3:25
8. "Libel" (van 'Til It Kills) - Tilt - 2:21
9. "Raum der Zeit" (van Uuaarrgh!) - Wizo - 1:38
10. "Rottin' Apple" (van Suburban Teenage Wasteland Blues)  - Strung Out - 2:30
11. "Vincent" (cover van Don McLean) - NOFX - 3:21
12. "Run" (van Coughing Up a Storm) - Frenzal Rhomb - 2:51
13. "Wait for the Sun" (van Growing Up) - Hi-Standard - 2:18
14. "Laymen's Terms" (van Let's Talk About Leftovers) - Lagwagon - 2:48
15. "Talk Show" (van For Those About to Mock) - Bracket - 3:44
16. "Walk" - (niet eerder uitgegeven) Snuff - 1:52
17. "Country Roads" (cover van John Denver; van Denver) - Me First and the Gimme Gimmes - 2:18